# Il Gran Mogol
Il Gran Mogol è un concerto per flauto composto da Vivaldi nella prima metà del Settecento, parte di un gruppo di quattro concerti dedicati ad altrettanti paesi. Gli altri tre (La Francia, La Spagna e L'Inghilterra) sono andati perduti.

## Storia
Menzionato per la prima volta nel 1759 nel catalogo di un libraio olandese insieme agli altri tre, è stato ritrovato solo nel 2010 tra le carte di Lord Robert Kerr, figlio di William Kerr, III Marchese di Lothian. Si suppone che Lord Kerr avesse acquisito il concerto durante un grand tour europeo tra il 1732 e il 1739. Lo spartito è conservato nell'Archivio Nazionale Scozzese con il resto delle carte di Lord Kerr, dove è stato ritrovato dal ricercatore scozzese Andrew Woolley  grazie allo sforzo di digitalizzazione dell'Archivio. Woolley ha dichiarato, durante un programma su BBC Radio 4, di aver semplicemente eseguito una ricerca per il termine "music" in tutti i documenti del XVIII secolo, il cui risultato includeva lo spartito.